# Tsuba
Tsuba (鍔) är det japanska uttrycket för parerplåten på ett japanskt svärd, katana. I det gamla Japan var samurajsvärdet, det mest prestigeladdade objektet inom konsthantverket. Genom sin anknytning till landets krigaradel var det genom århundraden föremål för den mest omfattande bearbetning och utsmyckning. Svärdets "monteringar" och då i synnerhet tsuba blev bärare av dekorer, som på ytterst små ytor till fulländning förenar tekniska och konstnärliga kvaliteter. I detta avseende har de mycket gemensamt med andra accessoarer som netsuke och inrō, men material och konstnärerna var inte desamma. Dekorerna på en samling tsuba skildrar en hel värld, ett mikrokosmos, med himmel och jord, mytologiska figurer och människor, vardagens föremål, växter och djur. Här finns sammanhang, tecken och budskap fördolda eller främmande för västerlänningen. Men utsmyckningen var också föremål för samma restriktioner som tidvis drabbade annat konsthantverk. Japanerna hade "tsuba mode" likt västerlänningarnas klädmode och bytte tsuba ofta, därför finns många gamla tsubor kvar idag.

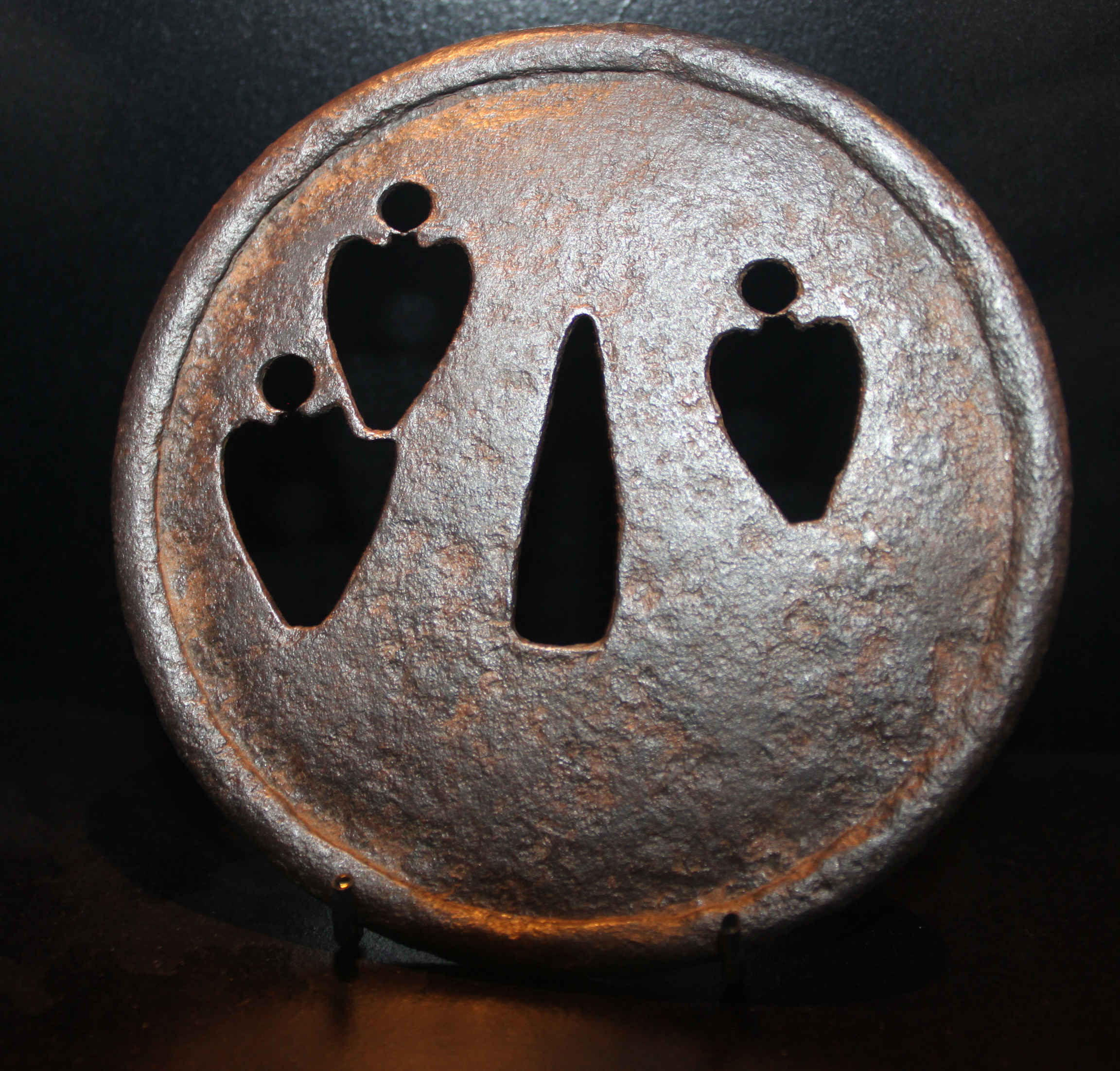
Sukashi-tsuba av järn från 1400-talet. Östasiatiska museets samlingar.

## Material
Under äldre perioder fram till 1600 var tsuban, särskilt för tachi gjord av järn för att uppfylla sitt skyddande huvudsyfte i strid. Dekoren var då sparsmakad och ännu inte så sofistikerad och bestod oftast av enklare genombrottsmönster, så kallade sukashi-tsuba. Dessa blev med modet allt konstfärdigare och även mjukare material än järn kom till användning.
Tsuba är i dag liksom netsuke eftertraktade samlarobjekt. Avbildningarna i litteraturlistan är från två större svenska samlingar. Östasiatiska museet har en samling av över 800 tsuba, av vilka flertalet donerats av svenska samlare.

## Bildgalleri
Några tsuba av genomsiktstyp, sukashi-tsuba:

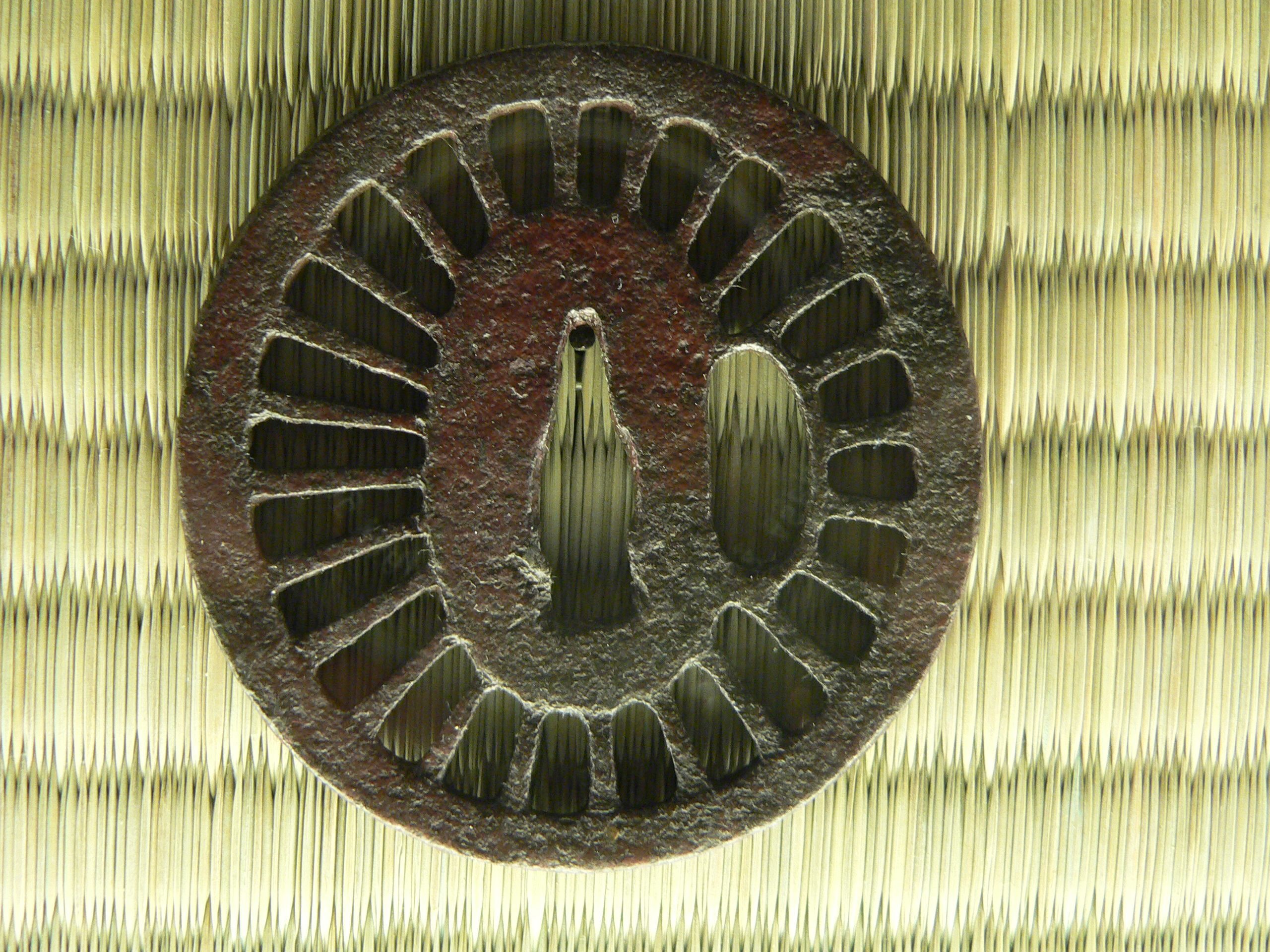
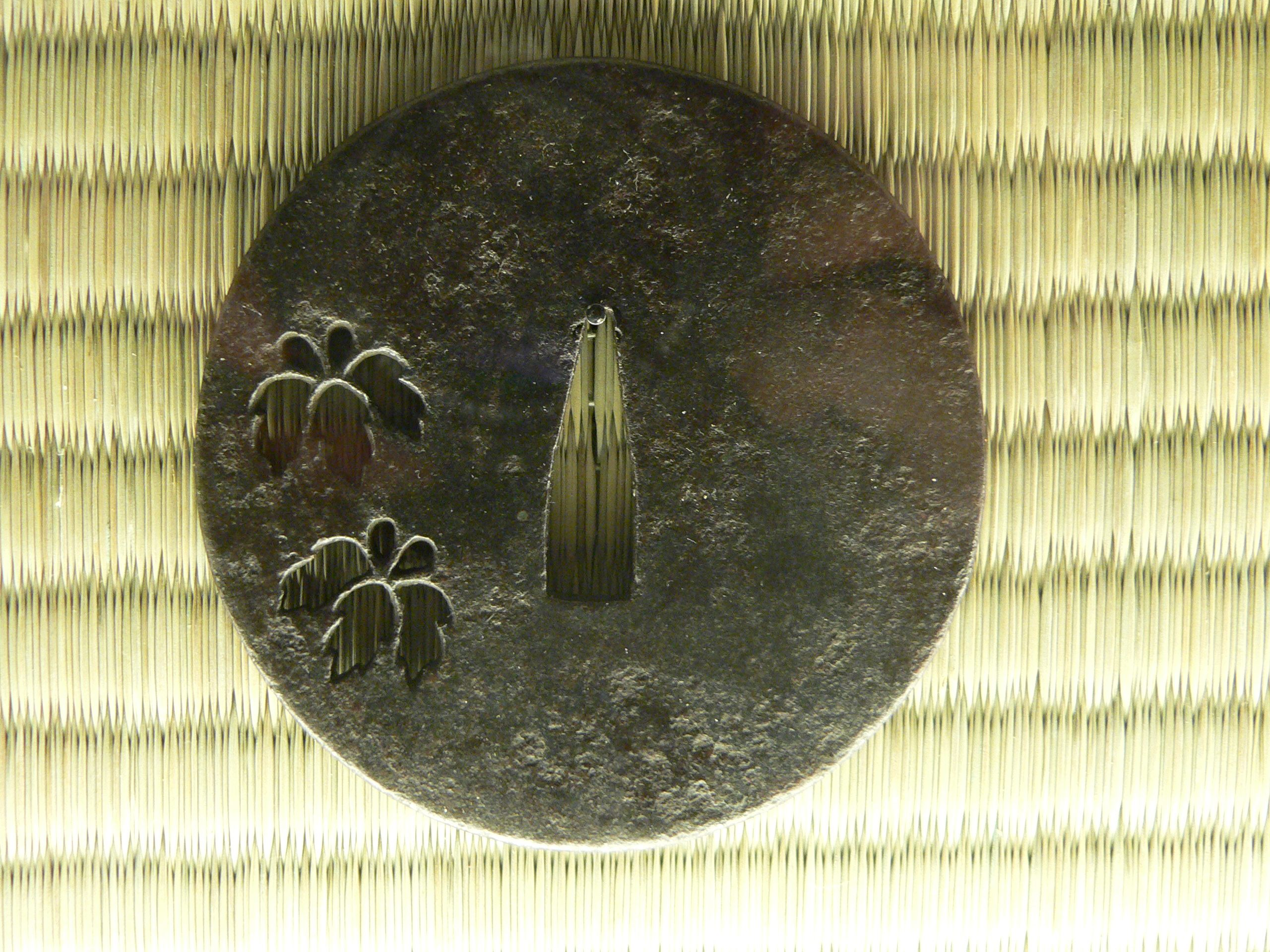
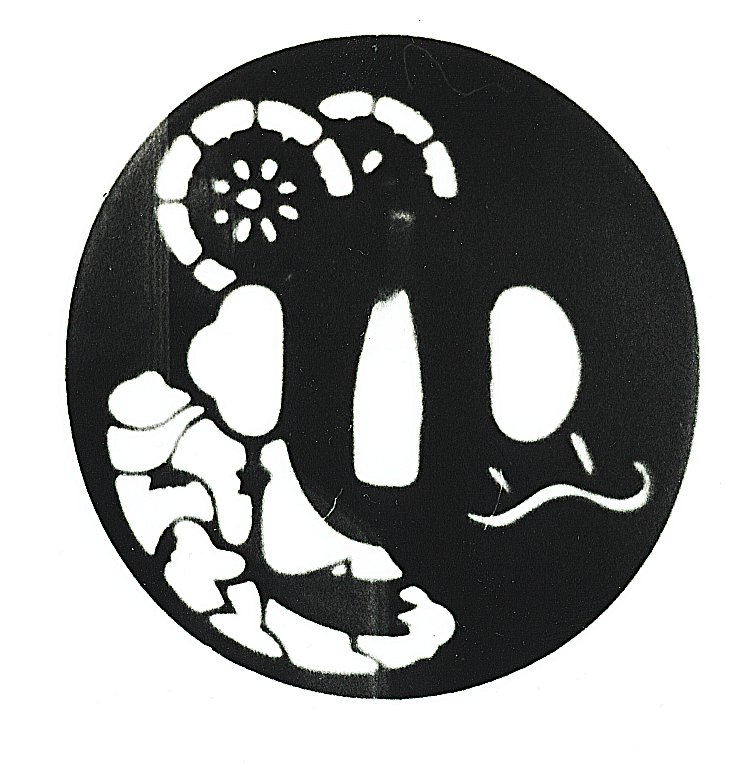

Solida tsuba av metallarbetes-, inläggstyp, kinkō-tsuba:

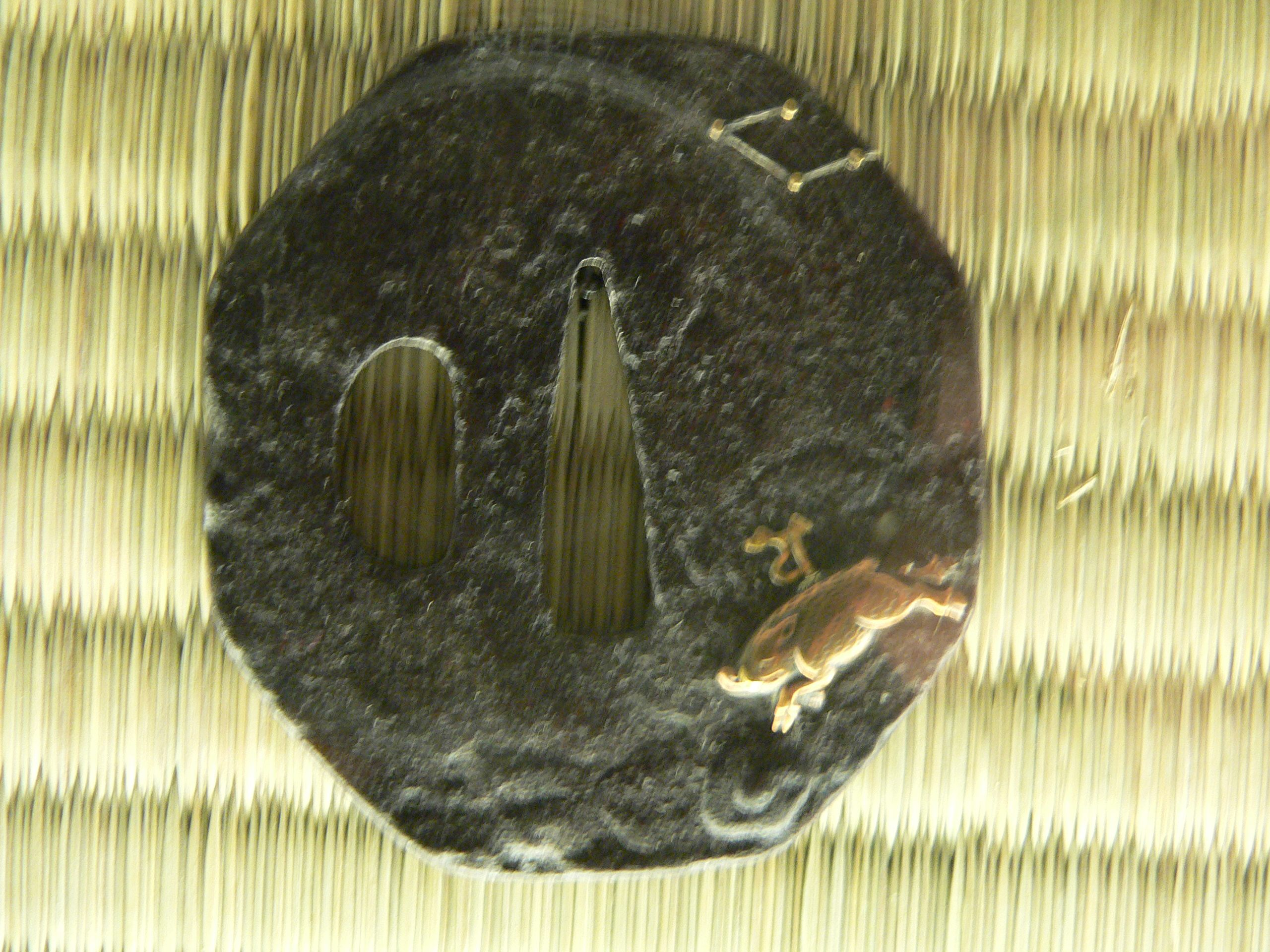
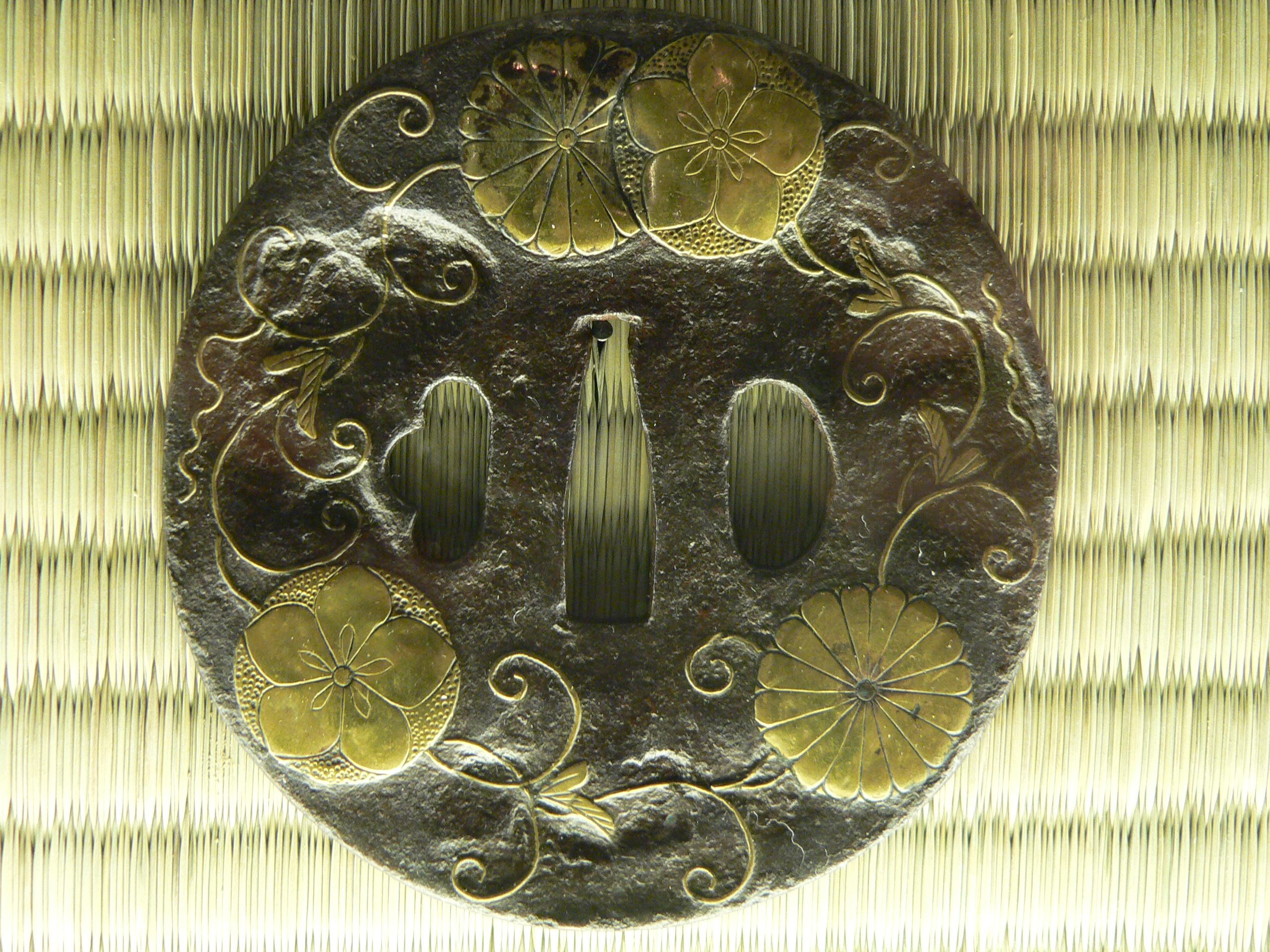
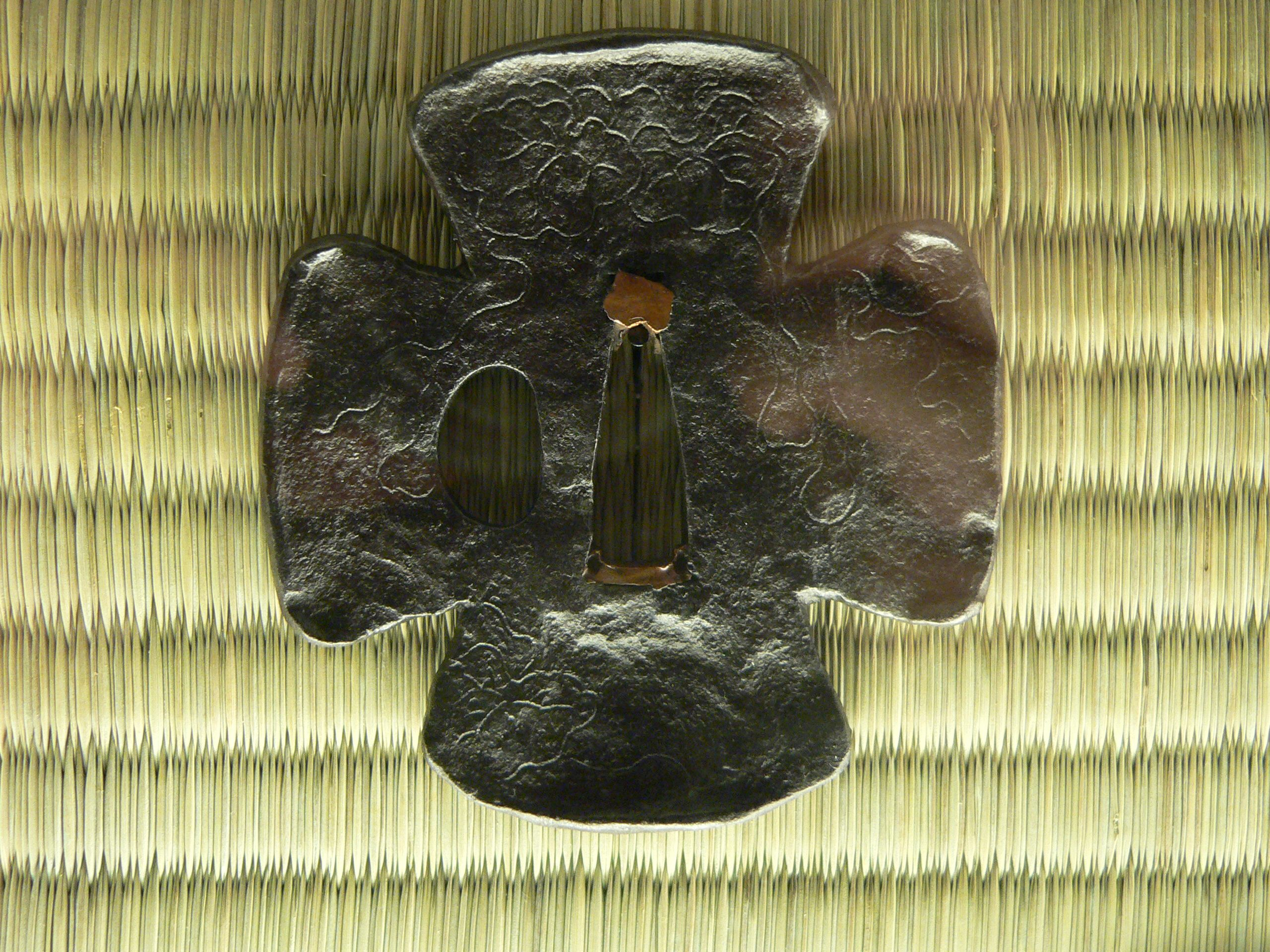
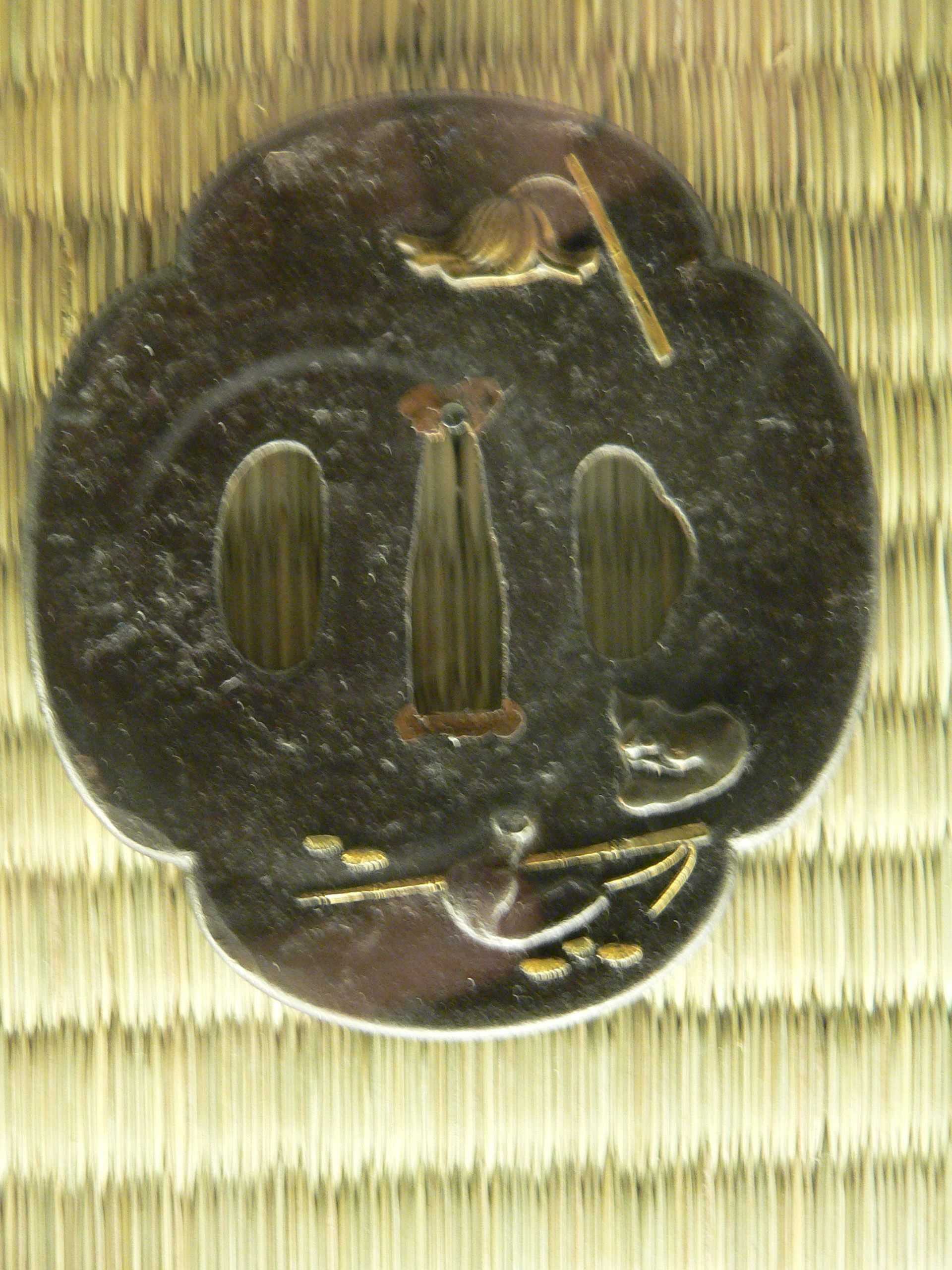

- Wikimedia Commons har media som rör Tsuba.